# Пущинские
Пущинские — горячие минеральные источники на Камчатке. Находятся на территории Мильковского района Камчатского края России.
Расположены в долине реки Правый Кашкан в окрестностях посёлка Пущино. Место выходов источников приходится на пересечение разломов широтного и северо-западного простираний в породах верхнемелового возраста. Возле некоторых выходов отлагается травертин.
Гидротермы состоят из двух групп, разделённых уступом дна долины Кашкана. В 1979—1983 гг. в районе нижней площадки было пробурено несколько скважин с температурой воды до 62 °C, из которых две отличаются высоким общим дебитом — около 40 л/с (до бурения естественный выход составлял 1 л/с с максимальной температурой 40 °C). Химический состав вод немногим отличается от естественных выходов: минерализация — 6,0-7,0 г/л; кремниевой кислоты — 0,09-0,12 г/л, борной кислоты — 0,11-0,21 г/л; зафиксировано избыточное содержание углекислого газа.
В советское время источники были обустроены, впоследствии созданная инфраструктура пришла в запустение.